# Bull Loch
Bull Loch är en sjö i Storbritannien.   Den ligger i riksdelen Skottland, i den nordvästra delen av landet, 600 km nordväst om huvudstaden London. Bull Loch ligger 115 meter över havet. Den ligger på ön Isle of Bute. Trakten runt Bull Loch består i huvudsak av gräsmarker.